# Paál György
Paál György (Budapest, 1934. december 31. – Budapest, 1992. március 6.) fizikus, csillagász. Jelentős eredményeket ért el a galaxishalmazok alakulására, az ősuniverzum keletkezésére és a világegyetem tágulására vonatkozó elméletek terén. Lukács Bélával és Horváth Istvánnal együtt több kozmológiai cikket publikált, többek között a világegyetem nemtriviális topológiai szerkezetéről és a nem nulla kozmológiai állandóról.

## Életútja
1953-ban kezdte meg felsőfokú tanulmányait a budapesti Eötvös Loránd Tudományegyetemen, amelyet 1958-ban fejezett be. Diplomaszerzését követően, 1958-ban az MTA Csillagászati Kutatóintézetének tudományos munkatársa lett. Itt dolgozott egészen haláláig.
1987-ben súlyos betegségbe esett, amiből orvosai és felesége gondos munkájának köszönhetően elkezdett ugyan felépülni, és újra munkaképessé vált, de 1992 márciusában, munka közben hirtelen elhunyt.

## Munkássága
Szakmai pályáját az 1950-es évek végén kezdte, galaxishalmazok, majd kvazárok vizsgálatával , részben a Palomar Sky Atlason végzett saját galaxisszámlálásai alapján. Eredményei értékét növeli, hogy ekkor a magyar tudományosság nemzetközi kapcsolatai még fejletlenek voltak. Az 1970-es években a kvazárok bizonyos vöröseltolódásoknál való sűrűsödéséből arra következtetett, hogy a világegyetem talán nemtriviális topológiájú. Ez akkoriban nagyon újszerű, bár az általános relativitáselmélet alapján nem meglepő feltevés volt. Az 1970-es évek második felében ezt a megfigyelési tényt a fejlődés lehetséges következményeként magyarázta.
Az 1980-as években, először a nagy egyesítés után, majd a relativisztikus kvantumgravitáció megsejtésével a gondolat már nem volt annyira különös: talán a Planck-idő-táji események késői nyomait látjuk a kvazáreloszlásban. Paál György 1983-ban bekapcsolódott a nagy egyesítés kozmológiai alkalmazásainak vizsgálatába, és számos cikket publikált.
Utolsó három publikációjában a galaxisok és kvazárok sűrűségeloszlását felhasználva különböző kozmológiai modelleket tanulmányozott. Ezekből munkatársaival pozitív kozmológiai állandóra következtettek. A megfigyelési adatokból {\displaystyle \Omega _{\Lambda }\simeq 2/3} értékre következtettek. Ez nagyon közel áll a 2011-ben fizikai Nobel-díjjal jutalmazott {\displaystyle \Omega _{\Lambda }\simeq 0,7} értékhez.

### Társasági tagságai és elismerései
Az MTA Geonómiai Tudományos Bizottságának munkájában 1986-tól 1992-ig vett részt, emellett tagja volt a Nemzetközi Csillagászati Unió (IAU) kozmológiai bizottságának. Munkássága elismeréseként két ízben, 1984-ben és 1993-ban kapta meg a Detre László-díjat, az utóbbi esetben posztumusz.

### Főbb munkái
- Paál, G. (1971). „The global structure of the universe and the distribution of quasi-stellar objects”. Acta Physica Academiae Scientarium Hungaricae 30, 51. o.
- Abonyi Iván – Paál György – Tihanyi László: Modern kozmológia. Budapest: (kiadó nélkül). 1987.
- Paál, G.; Horváth, I.; Lukács, B.: Inflation and compactification from galaxy redshifts? Astrophysics and Space Science, vol. 191, no. 1, p. 107-124. (1992)
- Holba, A.; Horváth, I.; Lukács, B.; Paál, G.: Cosmological parameters and redshift periodicity. Astrophysics and Space Science (ISSN 0004-640X), vol. 198, no. 1, p. 111-120. (1992)
- Holba, A.; Horváth, I.; Lukács, B.; Paál, G.: Once more on quasar periodicities. Astrophysics and Space Science, vol. 222, no. 1-2, p. 65-83. (1994)

## Emlékezete
Nevét viseli az 547705 Paálgyörgy kisbolygó.